# گواردئا
گواردئا (به ایتالیایی: Guardea) یک کومونه در ایتالیا است که در استان ترانی واقع شده‌است. گواردئا ۳۹٫۳ کیلومتر مربع مساحت و ۱٬۸۸۲ نفر جمعیت دارد و ۳۸۷ متر بالاتر از سطح دریا واقع شده‌است.

## خواهرخوانده
شهر جرچیو خواهرخواندهٔ گواردئا هست.